# Гімн Федеративних Штатів Мікронезії
Patriots of Micronesia, відомий також як Across all Micronesia — державний гімн Федеральних Штатів Мікронезії. Гімн було затверджено 1991 року. Покладено на музику німецької студентської пісні Ich hab mich ergeben (яка також була неофіційним гімном Західної Німеччини з 1949 по 1952 рік).
До 1991 року офіційним був гімн Preamble, який було затверджено 1979 року.

### Patriots of Micronesia
- Patriots of Micronesia (instrumental, mp3)
- Listen to the Micronesia Anthem (формат ASF)
- Sound file: Ich hab 'mich ergeben (mp3)

### Preamble
- Гімн Мікронезії [Архівовано 18 вересня 2011 у Wayback Machine.] (англ.)

| Прапор Федеративних Штатів Мікронезії | Це незавершена стаття про Федеративні Штати Мікронезії. Ви можете допомогти проєкту, виправивши або дописавши її. |